# バーンナー高速道路
ブラパー・ウィティ高速道路 (タイ語: ทางพิเศษบูรพาวิถี),通称バーンナー高速道路はタイの全長約55 kmに及ぶタイ高速道路公社(EXAT)運営の高速道路である。この高速道路は6車線の有料道路で、国道34号バンナ-トラート線上を通る高架道路である。バーンナー高速道路はタイ高速道路高速交通公社(現・タイ高速道路公社)によって構想された。設計はデザインビルド方式によりジーン・M・ミュラーらのJ.ミュラー・インターナショナルが行い、建設はドイツのBilfinger & BergerとタイのCh. Karnchangの合弁企業によって行われた。高速道路の高架橋は2000年1月に完成した。2000年1月の完成当時は世界一長い橋であったが、現在は世界第7位の長さの橋梁となっている。また、2021年現在世界最長の道路橋である。